# Бранблан
Бранблан (фр. Bremblens) — громада  в Швейцарії в кантоні Во, округ Морж.

## Географія
Громада розташована на відстані близько 85 км на південний захід від Берна, 9 км на захід від Лозанни.
Бранблан має площу 2,9 км², з яких на 12,2% дозволяється будівництво (житлове та будівництво доріг), 67,3% використовуються в сільськогосподарських цілях, 20,1% зайнято лісами, 0,3% не є продуктивними (річки, льодовики або гори).

## Демографія
2019 року в громаді мешкало 577 осіб (+25,4% порівняно з 2010 роком), іноземців було 14,7%. Густота населення становила 198 осіб/км².
За віковим діапазоном населення розподілялося таким чином: 26,7% — особи молодші 20 років, 57,5% — особи у віці 20—64 років, 15,8% — особи у віці 65 років та старші. Було 206 помешкань (у середньому 2,8 особи в помешканні).
Із загальної кількості 387 працюючих 43 було зайнятих в первинному секторі, 205 — в обробній промисловості, 139 — в галузі послуг.